# Мелвілл (озеро)
Мелвілл (англ. Melville Lake) — озеро, розташоване в східній частині півострова Лабрадор, в провінції Ньюфаундленд і Лабрадор, Канада. Одне з великих озер Канади — площа водної поверхні 3 005 км², загальна площа — 3 069 км², перше за величиною природне озеро в провінції Ньюфаундленд і Лабрадор. Розташоване на висоті рівня моря.
У західній частині озеро має два рукави — Гранд-Лейк і Гус-Бей. Пов'язано протокою з затокою Гамільтон на східному узбережжі Лабрадору. На берегах озера розташовані населені пункти Гус-Бей (Happy Valley-Goose Bay) і Норт-Вест-Рівер (колишня торгова факторія). У роки Другої світової війни у Гус-Бей була побудована велика військово-повітряна база. Гус-Бей пов'язаний поромною переправою з Ріголет і з населеними пунктами на Атлантичному узбережжі. Озеро названо на честь відомого англійського політика віконта Мелвілла. (1742–1811).
Національний парк Мілі-Маунтинс створено 31 липня 2015 і займає площу близько 10 700 км².